# 天下

「天下」の概念
図は漢代の華夷思想に基づくもの。「天下」概念は時代及び国によってその定義が異なるため、これはあくまで実例の一つである。赤の範囲が「華」或いは「夏」の領域で、一般庶民に至るまで漢の礼制・法制に従う。青は漢の徳の及ぶ「外臣」及び「朝貢国」の領域で、「外臣」とは漢皇帝に臣属した夷狄の君主たち。「外臣」の国では外臣のみが漢の礼制・法制に従う。その外側には未だ漢の徳の及んでいない「化外」の領域がある。外臣・朝貢国・化外は基本的に「夷」の領域である。一般に「天下」概念は観念上にこのような同心円的構造をもって成立する

天下（てんか、てんが、てんげ、あめのした）は、全世界を意味する概念。字義的には「普天の下」という意味で、地理的限定のない空間のことであるが、用法によっては一定の地理概念と同じ意味に用いられることもある。
また一般に天下は、一定の秩序原理を伴い、その対象とされる地域・民衆・国家という形で捉えられる。すなわち一般に「世界」は「世界観」がなくても客観的に存在しているものと認識されるが、「天下」は一定の秩序原理によって観念的に成立している。

## 読み
「てんか」は漢音、「てんが」はその連濁、「てんげ」は呉音である。現在は「てんか」読みが普通だが、本来は「てんげ」と読んだ。「天上天下」など成句の中には、現在も「てんげ」と読むものがある。

## 英語への翻訳
「天下」は東アジア固有の思想背景に基づく要素が強く、かつ多義的な概念であるうえに、日本・韓国・ベトナムといった中国以外の東アジア各国でも歴史的に長く使われている言葉であるため、文脈によって特定の英単語に置き換えることは可能であるものの、1:1で完全に対応する語は存在しないので、少なくとも中国語の「天下」についてはピンインに基づく「Tianxia」を用いるか、「All Under Heaven」と直訳調で言及するのが一般的である。

## 定義と特徴

### 中国
中国における天下は、一般に中国王朝の皇帝が主宰し、一定の普遍的な秩序原理に支配されている空間であった。皇帝は天命を受けた天子とされた。天下の中心にあるのが中国王朝の直接支配する地域で、「夏・華夏・中華・中国」などと呼ばれる。その周囲には「四方」「夷」などといった中国王朝とは区別される地域があるが、これらの地域もいずれは中国の皇帝の主宰する秩序原理に組み入れられる存在として認識されていた。
歴史的には、天下の中心には必ず天子がおり、天下とは、天子の威徳が及ぶ範囲を指す。その範囲は天子の徳によって自在に伸縮するため、明確な境域は存在せず、天子の徳が大きいほど天下は拡大し、逆であれば縮小する。天下の拡大は直轄領の拡大のみならず、冊封国や朝貢国の数・範囲の増大も含まれる。したがって天下の広狭は天子の徳と密接に関わっており、天下領域の拡大は中国の支配者にとって有徳の証、政権の正当性の根拠と考えられた。
中国史における天下概念には少なくとも広狭2つの意味が看守され、狭義には天下は天子の実効支配領域（中国、華夏あるいはのちには中華、天朝と称される）、広義には天下は天子の実効支配領域に加え、その徳に服する、あるいは服するべき周辺諸国・民族（夷狄）を含んでいた。しかし、これは中国人の間に広狭の2つの「天下」観が厳密に区別されて意識され、使用されていたことを意味せず、実際は広狭2つの天下が中国人の頭の中で渾然として一体化されて存在し、無意識裡に「天下」という言葉は広狭2つの概念で使われていた。したがって、広狭いずれの「天下」が本質的な天下かという議論の前に、そもそも中国人はそれらを区別せずに一体として「天下」の語を使用しており、それらが指し示す内容はどちらも本当の天下であったという事実がある。

### 日本
日本でも「天下」は歴史的に盛んに使われており、「天子」をその中心と見なすなど、その使われ方は中国の「天下」にほぼ準ずるが、遅くとも記紀編纂時期までには日本の「天下」は「天津神」と「高天原」の観念と結びついており、基本的に天下の主宰者である天子は天津神の子孫である天皇家の家系に限られるとする考えが形成されている。日本では、天皇が内政や外交において、時代を通じて常に政務の最終決定権を持っていたわけではなく、外交の代表者であり続けたわけでもなく、したがって政治権力のすべてを掌握していたわけではないが、そのような時期でさえ、日本の政治権力者は天皇の職務を代行するという名目の下に権力を行使した。
日本における天下の概念は、はやく古墳時代に見ることができる。当時、倭国王は中国王朝に対して倭国王または倭王と称していたが、熊本県の江田船山古墳から出土した鉄剣の銘文などによれば5世紀後期ごろには国内に対して「治天下大王（あめのしたしろしめすおおきみ）」と称していたことが判明している。これは、その時期までに、倭国内で「中国世界とは異なる独自の天下」概念が発生していた徴証だと考えられている。『隋書』によれば7世紀初頭の大業3年（607年）に倭国王（原文「俀國王」）が隋皇帝煬帝への親書に自らを「日出處天子」と称したことも、中国世界と異なる天下概念が存続していたことを物語っている。7世紀には律令制の導入とともに中国的な天下概念が移入された。律令制の特徴である公民思想を伴って、「天下公民」という形で把握された。王朝国家の進展に伴って、平安時代には一時「天下」の概念は廃れるが、鎌倉幕府の成立が「天下の草創」と認識された。室町時代以後は、「天下」の語は畿内・近国とその周辺の領域のことを主として意味していたことがほぼ確実になりつつある。織豊政権期以降、武家社会の進展に伴って「日本」とほぼ同義の意味で使用されるようになった。

### 朝鮮

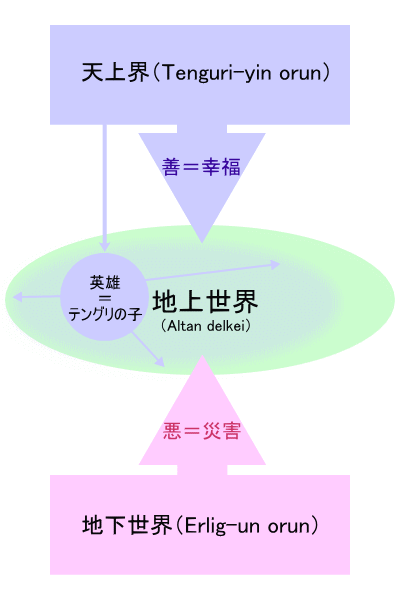
モンゴルの宇宙三界説
天上世界・地上世界・地下世界から宇宙が成り立っているとする考え方。天上界から地上支配を代行する「英雄（＝テングリの子）」が遣わされ、秩序をもたらす。地上世界は大きく英雄の秩序に服する世界とそれに敵対する世界に分かれ、英雄の支配は徐々に拡大するものと主観されている。トルコ民族にも同様の構造をした世界観が存在する

朝鮮においては、歴史的に「天下」の用例は極めて少ない。それは中国王朝を中心とする天下のなかにあった時期が極めて長かったことによる。高句麗・新羅・百済の古代王朝、そして高麗の時代にも朝鮮を中心とする独自の天下概念がなかったわけではないが、高麗後期に朱子学が流入すると、名分論の立場から朝鮮中心の天下的世界認識に批判が加えられた。一方で朱子学は自国を「小中華」「小華」などと認識する小中華思想を生んだ。小中華主義は明代中国に流行しながら朝鮮では流行しなかった陽明学を異端視する風潮、清朝による中国支配を「中国が夷狄の支配に服するもの」と規定する認識となり、朝鮮こそが中華の本流であるという思想をはぐくんだ。朝鮮では中国を中心とする「天下」概念と朝鮮を中心とする「天下」概念が並存していた。

### ベトナム
ベトナムにおける天下の概念は、13世紀の元寇を契機として民族意識が昂揚するとともに出現した。その天下概念は当初陳朝にいたるベトナム王朝を南越国の後継と位置づけ、その領域であった中国の嶺南地方からベトナム北部に至る地域に固有の天下概念を設定するものであった。ところが18世紀末の黎朝末期のころになると、南越をベトナム王朝の正統とする史観に批判が加えられ、阮朝の時代には自称国号も「大南」となり「越」字が消滅する。このことは当時のヨーロッパ人が「トンキン」「コーチシナ」と呼んだ今日のベトナムの領域に天下国家が設定されるようになったと考えられている。ベトナムの「天下」は主に中越関係に影響されながら、その領域を変容させた。

### 北方アジアの遊牧民
モンゴルを代表とする北アジア・中央アジアの遊牧諸民族においては、中国王朝の「天」に対応あるいは類似する概念として「テングリ」概念が存在する。テングリは今日においてはカムチャツカ半島からマルマラ海にまで遊牧民族の信仰生活に密接にかかわっている。テングリは天の主宰神として運命神であるとともに、天そのものでもあり、創造神として現れることもある。また今日ではテングリに対する祭祀はシャーマニズムに基づいて行われるが、アジアの遊牧民のシャーマニズムには宇宙三界観と呼ばれる独特の世界観があるとされている。地上にはテングリの代理者として救世主的な英雄がしばしば遣わされ、この英雄は「テングリの子」というように呼ばれていた。匈奴の単于やチンギス・ハーンをはじめとするモンゴル帝国のハーンはこの「テングリの子」を称した。彼らはこのことにより地上の救済を観念上独占し、地上における唯一の君主として君臨する者と主観された。このようにアジアの遊牧民にも一定の秩序原理に基づいた「天下」概念類似の地上世界観が存在したとされるが、そこには「テングリの子」に服属する者と敵対する者という二元的構造が存在するのみで、華夷秩序のように段階的な秩序構造は存在しなかったか希薄であった。

## 歴史的展開

### 中国における「天下」

#### 殷――天下以前
殷の時代には世界としての「天下」はいまだ成立していなかったと考えられている。殷の人々は首都である大邑商の周囲に「奠」と呼ぶ直轄支配領域を持ち、これは周代以後の「甸」すなわち「畿内」に当たると考えられている（戦国時代以降の文献での用語で「内服」という）。この奠の外側に「東土」「西土」「南土」「北土」などの「四土」が広がっていた。卜辞においてこれら「四土」を対象とした豊凶の占いが頻繁に見られることから、「四土」（戦国時代以降の文献での用語で「外服」という）は大邑商にとって強い利害関係が存在した土地であったと考えられている。「四土」の外側には「四戈」と呼ばれる境界領域があり、その外側に「周方」「鬼方」「土方」などといった独立政治勢力が支配する「四方」あるいは「四至」という領域が存在した。このうち「周方」から勢力を伸ばした周がのちに殷に取って代わって「中国」を支配することとなった。周代と異なって、殷代には諸侯を封建した事例が甲骨文字から確認できないため、殷代前期に封建が行われた可能性は否定できないものの、殷王朝の君主は周代ほど地方領主に強い影響力を及ぼしていなかったと考えられている。おそらく殷代の直轄地以外は間接統治されて殷の支配力は弱く、地方領主は後世に比べて自立性が高かったと考えられている。殷代の君主は祭祀を通じて宗教的権威を構築し、同時に祭祀儀礼に参加する臣下に供物を分け与えることで経済的恩恵を示すとともに、君臣関係を確認していたと考えられている。また殷代では後代に夷狄とされる「羌」をはじめとする敵対勢力民を捕らえることに関する占卜も広く見られることから、戦争を通じて彼らを奴隷としていたとも考えられているが、殷代における奴隷制は決して大規模ではなく、戦争捕虜の多くは生け贄として祭祀に供されていた。殷代には帝という神に対する信仰が行われていたことが知られているが、この帝が周代になると天と結びついて昊天上帝の信仰に結実した。帝信仰は武丁の時代以降殷では衰えたと考えられている。

#### 西周――受命する天子、四方を治める王
周の時代に人格的な天（上天・天帝・昊天上帝）の概念が成立すると、それにあわせて「天下」概念の萌芽が見られる。「四方」「万邦」という用語がそれで、「四方」というのは王朝成立の対象領域で、その経営の中心は周王のいる「中国」あるいは「周邦」であり、その周囲にある異民族のいる土地のことである。「万邦」というのは「民」と「疆土」のことで、「民」は異民族も含めた民、疆土にも異民族の土地が含まれていた。周王は天命によりこの「万邦」を「受け」たとされた。すなわち、文王が天命を受け、武王が殷を打倒したとされ、周王は「天子」と称した。後世と異なり、西周時代の「中国」と「夷狄」の間には優劣や対立の概念はなかったと考えられている 。この時代の「夷狄」は国邑と隣接して居住し、周の統治に組み込まれた存在であった 。たとえば淮夷は周の征伐の対象となる一方で、西周後期には臣下と位置づけられている。伝世文献における「天下」の初出は『詩経』大雅であり、西周時代後期の同時代史料であると考えられている。一方で殷周時代の金文に「天下」の語を明記するものはまだ発見されていない。

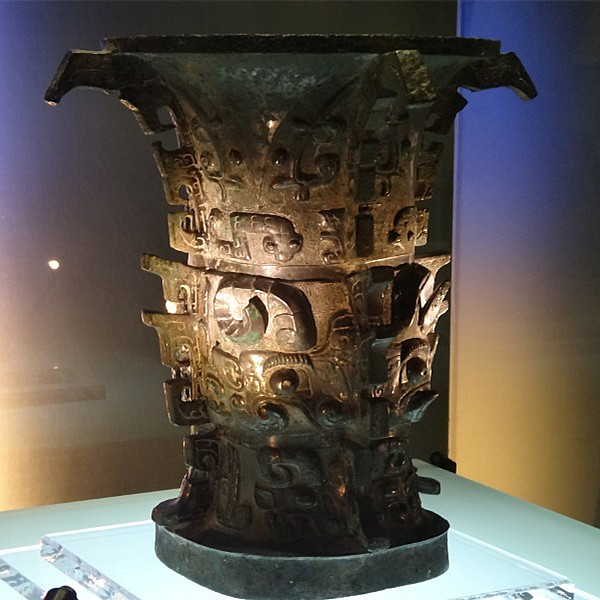
何尊
尊は酒器の一種。「中国」の語が初見する

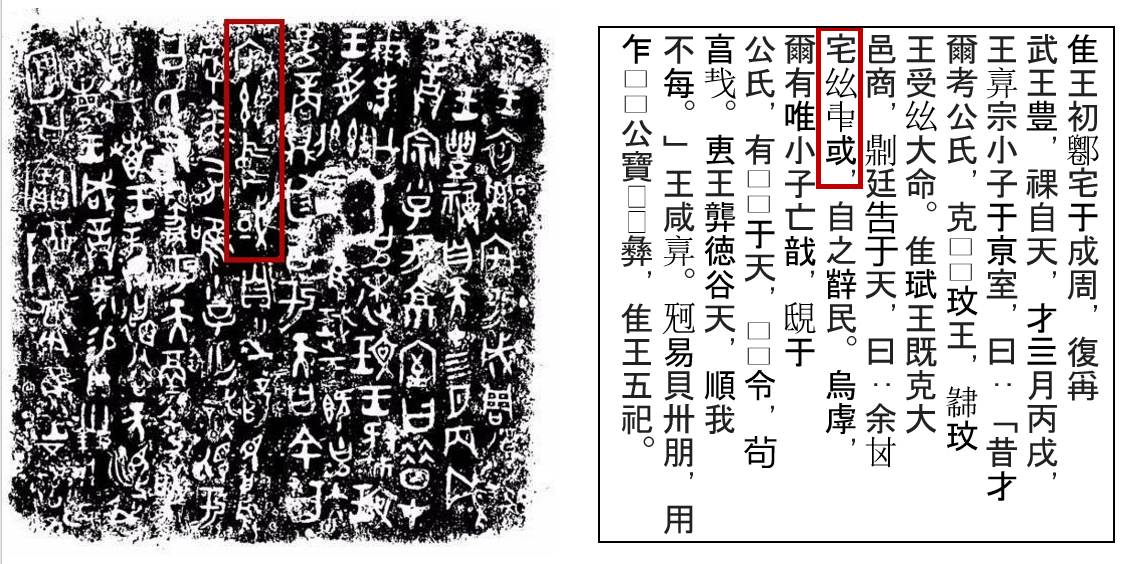
何尊銘文

周の前期、西周時代には「三事」と「四方」という概念があり、「三事」は王畿内、すなわち周王朝の直轄支配地域を意味し、「四方」はその外側の外地を指し、「諸侯」の管轄する地域であった。なお、『逸周書』に現れる「四方」については殷を代表する四つの諸侯国あるいは拠点都市を総称したものであるという。「三事」も周原や宗周(鎬を指すか)、成周（洛邑を指すか）を除いて周に仕える貴族により間接統治されたが、この「三事」を支配する貴族は金文で「邦君」と呼ばれた。周王朝は「三事」と「四方」の双方に命令を下すことができた。なお、西周時代の「京師」は軍の駐屯地の一つを指しており、後世のように天下の中心地である首都圏を指す言葉かどうかははっきりしていない。また、何尊銘文に現れる「中国」はおそらく最古の事例であるが、これは「中央の地域」を漠然と意味し、成周周辺を指すか大邑商のあった殷の首都圏を指した。同様に、伝世文献では『詩経』大雅で「中国」と「四方」が対比されて登場するものの、ここでは「中国」はやはり成周周辺の畿内を指し、「夷」との対立は考えておらず、ただ「四方」の中心地域と位置付けられている。殷時代に「方国」が外部勢力を意味していたのとは異なり、周において諸侯の支配領域を指した「邦」は基本的に体制の内側にあった。また「鬼方」などの殷代に存在した「方国」は引き続き西周時代の金文に散見される。

#### 春秋戦国時代――天下の成立

##### 華夷思想の成立
周の後期（春秋・戦国時代）には、周に封建されていた諸侯が各自の国内・周辺地域に対する政治支配と同化を進めた。また異民族自体が周に封建され、諸侯として大国化する例も見られた。これにより多くの国に共通の文化圏、経済圏が形成され、黄河中流域を中心に「中国」概念も拡大された。この時代、華北において「中国」の領域が拡大し、同地域に雑居していた「夷狄」は弱小化し、徐々に「中国」と「夷狄」の間に文化的優劣関係が措定されるようになっていった 。『春秋左氏伝』には、『詩経』大雅の「中国」「四方」を援用する形で、「中国」「四夷」の対比が初見する。ここに現れた「中国」は「諸夏」の住まう中原を意味し、辺境に住む野蛮人である「四夷」に対比され、内部に夷狄を含まない均質化された領域として再定義されている。『孟子』では文明圏としての「中国」と非文明的で野蛮な「夷狄」という対立関係が鮮明になっている 。『孟子』の文明論的な天下観においては「中国」と「夷狄」の区別は流動的であり、「中国」に教化されて「夷狄」が「中国」に上昇することもあれば、「中国」が没落して「夷狄」になることも考えられている 。この文明論的な観念的「天下」概念は『春秋公羊伝』においてはより明確となっており、そこでは「夷狄」とは「あるべき中華の資格を持たない存在」とされている 。『春秋穀梁伝』では、さらに「中国」と「夷狄」の二者択一性は明確になり、「中国」と「夷狄」は相容れない属性とされ、「中国」内部における「夷狄」の存在をほぼ認めなくなる。これは『左氏伝』で邾・莒・杞・郯らが「蛮夷」とされつつ、国際秩序としての「華夏」に参加する限り、その一員として論じられていたのとは大きく異なっている。同様の傾向は、金文では西周前期の大盂鼎においてすでに確認される。それによれば、異民族である「夷」は諸侯国である「邦」に対置され、「夷」は周王朝の政治社会組織から疎外されていたことがわかる。覇者が主催する諸侯の会盟の場では「夷狄」は排除されたように、この時代には差別的な「華夷思想」が明確に見いだされるようになり、西周時代には単なる「中央の地域」を意味していた「中国」は、周王朝を奉じる諸侯たちの文化的アイデンティティと結びついた言葉として使われるようになっていた。戦国末期になると、華夷の別を「礼」の有無に収斂する思想が『荀子』において確立されているのが確認できる。

##### 諸国を包含する政治地理概念の成立

『禹貢』に基づく九州の概念図

またこの時代、早くて平王の代から周の君主は君主号として新たに「天王」を名乗るようになるが、これは春秋時代に複数の諸侯が自らを天子と考えるようになったことによるか、あるいは周の王族内部での王位継承権争いが影響していると考えられている。たとえば1955年に出土した蔡侯盤では、金文から呉王夫差が「天子」と呼ばれていること、同様に秦の景公墓から出土した編磬で景公は「天子」とされており、『詩経』秦風や石鼓文においても秦の君主を「天子」「王」と称しているのが確認できる。戦国時代には魏の恵王が王号（「夏王」）を称し、周王朝を滅ぼそうとして、斉の威王に馬陵の戦いで敗れたが、この頃より諸侯の間で次々に王号を称する者が増加した。一方で、周の王位継承権争いは戦国時代に鎮静化し、それとともに「天王」号は用いられなくなっていく。戦国時代末期、周室の権威が著しく低下すると、前288年、斉の湣王は秦の昭襄王とともに「東帝」「西帝」を称した。この帝号は長続きしなかったが、諸侯が覇者体制などとは異なる、周王朝なしでの広域秩序を模索していた実例と見なされている。「帝」号が称された所以は、当時すでに諸侯が「王」を称することが一般化して久しかったため、自国の領域を大きく超えて他国まで支配権が広がった君主の称号として「王」はふさわしくないと見なされたと考えられている。
一方、春秋時代後期になると、『春秋左氏伝』『国語』などには「天下」の用法が頻りに確認される。孔子も『論語』においてしきりに「天下」の語を用いている。したがって、前6世紀から前5世紀の春秋末期には「九州」の国土観念は明瞭になり、領域観念としての「天下」が成立していたと考えられる。「天下」観としては「九州」説のほかに『禹貢』『国語』『荀子』『周礼』に現れる「畿服」説もこの頃成立した。

#### 秦漢――天下の統一と安定
秦によって、周の支配していた地域が政治的に一元化されて統合されると、現実の政治世界に対応する明確な地理概念として「天下」概念は顕在化した。秦の統一は「天下の統一」であり、中国が天下を統一したということは中国の拡大であった。のちの始皇帝となる秦王政が即位した当初、秦は必ずしも中国の武力統一を考えておらず、秦の覇権下における封建制の枠組みも考えられたようであるが、前236年を境に六国征服へと舵を切った。秦の始皇帝は他の戦国六国を滅ぼすと、新たに皇帝という称号を創設した。皇帝号は「天下を統一した君主」の号として創設されたため、子嬰時代に秦の実質的な支配権が天下に及ばなくなると、王号に戻すことが検討されている。始皇帝は六国を滅ぼすと、その地域に秦国内ですでに行われた郡県制を敷いて直轄化し、度量衡・車軌・文字を秦の制度に基づいて統一した。また統一された帝国内の武器を没収・徴集し、旧六国の武力・経済力を削減して国を安定させようとした。こうして天下を統一した始皇帝は前219年、泰山で封禅儀礼を行い、天（昊天上帝）を祀って自らが「天子」であることを示した。ただし、始皇帝の封禅は祀天より不死延命を祈ることに主眼が置かれており、官吏を参加させた祭祀を通じて皇帝支配を可視化し喧伝する目的を持っていた。始皇帝は咸陽近郊、渭水を挟んだ南東対岸の阿房に壮麗な宮殿（阿房宮）を築く計画を立て、咸陽宮と阿房宮を複道によって連結して閣道に倣い、渭水を天の川に見立てて天極を象る首都を造営しようとした。

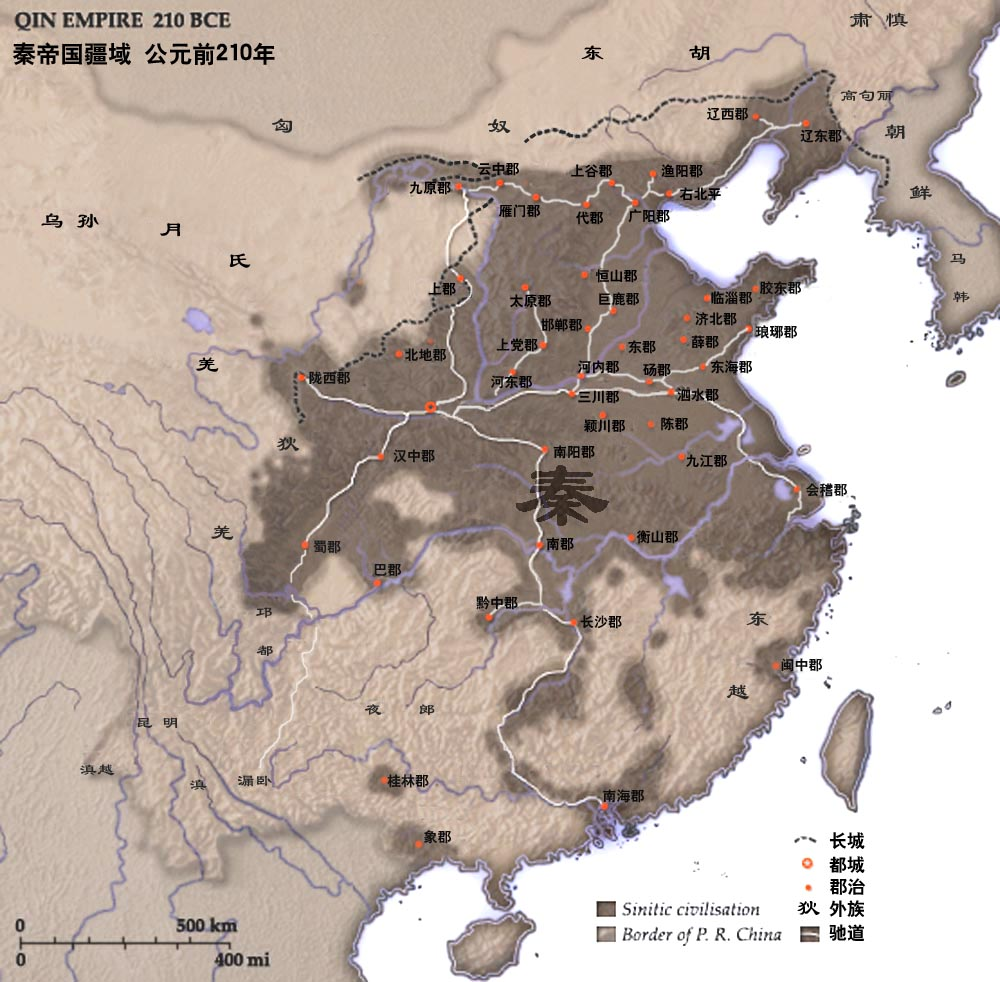
秦の版図（紀元前210年）

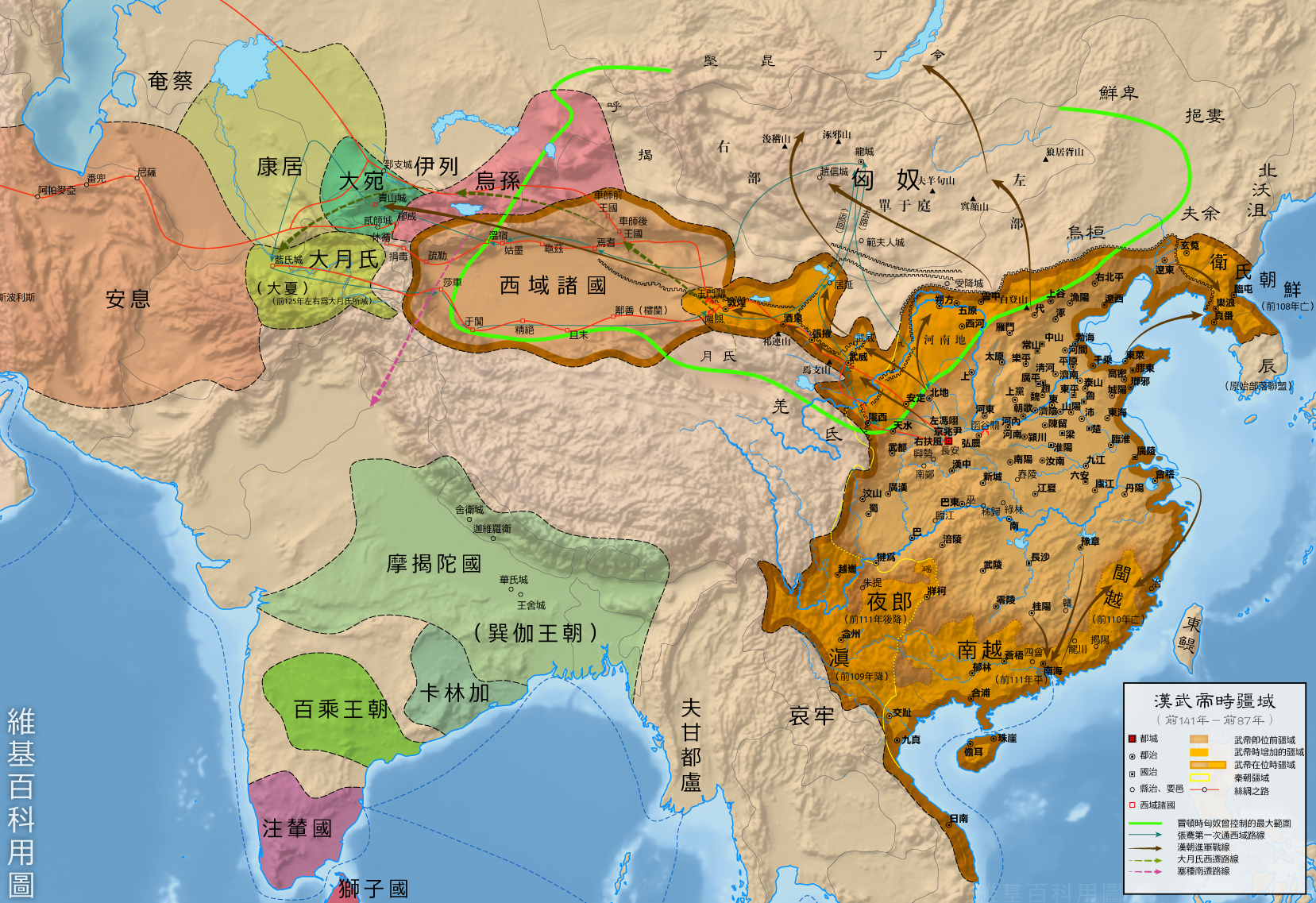
前漢の版図（武帝期）

漢代になると、この「中国＝天下」概念が現実の冊封関係に影響されて変容し、周辺諸民族をも含めた現代的意味での世界として「天下」概念が成立した。冊封関係とは、周辺国家の首長を皇帝の臣下として君臣関係を取り結ぶもので、このことにより周辺国家の首長の支配下にある地域は、観念的に皇帝の主宰する秩序原理に組み入れられた。秦漢帝国の歴史的展開に伴い、前代に文明論的かつ観念的な傾向を強めていた「夷狄」観にも変化が生まれる。「四方」に存在する異民族の名称に「夷」「狄」「戎」「蛮」の区別がつけられ、「東夷」「北狄」「西戎」「南蛮」として明確な方位概念を伴うようになった （四夷）。このような変化は、秦漢の中華統一により、帝国の四方に異民族が存在するという現実の構図が反映された背景があって初めて成立したと考えられており、「夷狄」は地理的かつ対外的観念として再構築された 。こうした夷狄観の成立の背景には漢帝国初期に匈奴の軍事的優勢に晒されていた漢民族の現実もあった 。『春秋公羊伝』に見られる過激な攘夷思想は、その編纂時期、すなわち匈奴に屈辱的な外交を強いられていた前漢景帝期の現実と劣等感が反映されて差別意識が助長されていたとも見られる 。武帝期における儒学の隆盛はこうした華夷秩序の明確化と軸を一にして、漢を中央集権的な礼法国家として確立させ、長城の内側を中華世界とみる観念世界が成立した 。阿部幸信によれば、『史記』では中華統一が「（天下）平定」として表現されているが、秦の天下平定において「一統」や「并（併合、併呑）」が強調されているのに対し、漢のそれは一般に「安定」が強調されており、少なくとも武帝期において、秦と漢の天下秩序観に相違があったことを示唆するという。
同様に、景帝期の前154年に、漢帝国内部では呉楚七国の乱を契機として建国以来の郡国制が事実上の郡県制へと移行し、中国全土に対する中央集権化が高まっていたが、形式的であれ郡国制が維持されたことは漢帝国以後の中華帝国の国際関係に大きな影響を及ぼすことになった。直接統治を前提としない自立的な単位として「国」という地域や「国王」という爵位を残したことで、異民族の支配地域を「国」として認め、その「国王」に朝貢させるという形で、彼らを「天下」の支配領域に含めることが可能となった。すなわち「冊封体制」の淵源は郡国制にあり、華夷秩序に基づいて中華帝国が「天下」を支配する東アジアの国際秩序の枠組みのモデルとなった。
なお、内実は郡県制と変わらなくなったにもかかわらず、以後も郡国制が維持された理由は、当時の思想潮流で周が理想化され、その統治体制である封建制（≒郡国制）をも理想化されていたとともに、郡県制が苛政を行った秦の制度と考えられていたため、思想上は郡県制が忌避されたからである。武帝期に儒教化された封建論が現れ、諸侯王の冊立が皇帝による教化を支援し、補佐するものであり、郡国制は高祖が周の封建制に倣って創始した不易の統治体制であるといった議論が出現する。こうした儒教化した封建論は班固による『漢書』のなかでたびたび確認され、封建制が周初に始まる優れた統治制度として賛美される一方、郡県制は秦を短期間で滅亡させた誤った制度とされ、封建制度は理想化されていった。王莽の新では封建制論は周代以前に遡るようになり、唐虞（堯舜時代）、夏后、周の武王、周公、漢高祖といった聖王の制度として賛美し、五等爵制と結びつけられて称揚された。
武帝期に開始された元号制定も、漢が一つの「天下」を支配する帝国であることを理念的に示すこととなった。元号の制定は封禅儀礼と密接に関わっており、天人相関説に基づく瑞祥を機に行われる天子の専権事項とされた。元号は、皇帝が天の命を受けて天下を支配する天子であることを表現し、時空を支配していることを象徴した。したがって、後の冊封体制においては皇帝に服属する周辺諸国の王権は、中国皇帝から冊封を受けるとともに、皇帝の定めた元号と暦法を用いる（正朔を奉ずる）ことを求められ、それによって自らの正統性の根拠とすることができた。元号によって、中華皇帝は時だけでなく、空間をも支配し、徳治と朝貢に基づく東アジアの国際秩序である冊封体制の中核を形成することになった。

#### 南北朝以後
南北朝時代には一時中華の内部に複数の皇帝が出現し、天下の政治的分裂という現象が見られたが、唐の時代には中華帝国の皇帝は北方遊牧民族の諸国に対しても「大可汗」として君臨した。タラス河畔の戦いに代表されるように、西方で匹敵するイスラーム帝国と軍事的衝突や交易など交渉があったが、唐朝はかつての秦漢帝国と異なり、その天下概念には匈奴のような対等国は基本的には存在しなかった。
ところが宋の時代には、北方に遼・金の強大な王朝が出現し、宋は圧迫されて北方の帝国と国家同士の擬制的な血縁関係（たとえば宋を兄、遼を弟とするような外交関係）を結んだ。この時代の高麗なども両王朝に両属する形を取り、天下は全く二分されていた。空前絶後の支配領域をもったモンゴル帝国、大元ウルスは再び中国を統一したが、その統治においても、政治上南人（元南宋の民、江南の人士）と漢人（元金の民、華北の人士）は区別されていた。このことは天下の政治的分裂が元の統治下において解消されなかったことを示している。その後明王朝は秦漢帝国の理念に近い形で「中国」を統合するが、その天下はほぼ明王朝の支配領域と同義であり、世界大の広がりを持ったものではなかった。

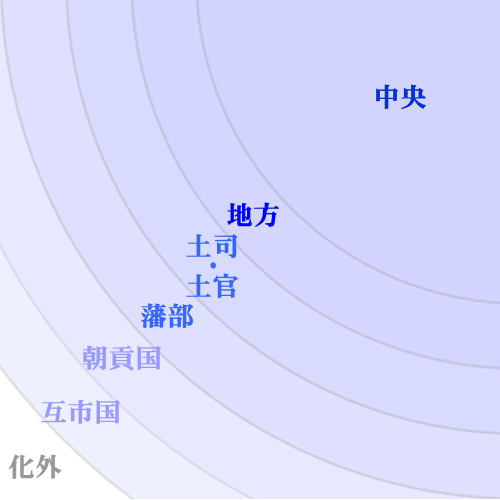
清代の「天下」
図は清代の華夷思想に基づくもの。前掲の漢代のものと比べると、現実の政治世界に影響されて多様化しているが、同心円構造は変わらない。「互市国」とは政治的関係はほとんどなく、交易関係があるだけの国。「朝貢国」は清皇帝と君臣関係を結んだ君主の国で、定期的に朝貢した。漢代とは異なり、清代の「朝貢国」の君主は、清皇帝の冊封を受けて臣属する形態をとるのが一般的である。「藩部」は理藩院によって管轄される異民族の支配領域。「土司」「土官」は少数民族の指導者を地方官に任じて間接統治するもの。「土司」「土官」の支配下では異民族独自の慣習は認められていたが、その地に漢民族が流入し多数となると中国に編入する「改土帰流」政策がおこなわれて内地化された。「朝貢国」「藩部」「土司」「土官」などは漢代の華夷秩序でいえば、「外臣」にほぼ相当する。「中央」と「地方」はいわゆる「中国」の領域である。なお「満州」と呼ばれた中国東北地方は明までの華夷思想からいえば中国ではないが、藩部ではなく直轄統治されている。清朝の君主は藩部では遊牧民に適合的な「ハーン」称号を、中国では「皇帝」称号を用いて「天下」に君臨した。

明末に朱子学に対する批判が起こると、「修身斉家治国平天下」（『大学』）という儒教思想にも変化が起こった。明末清初の王夫之は『大学』のあげる「平天下」はつまるところ国を治めるための思想（すなわち「治国」）を述べるに過ぎず、天下の次元には通用しないものであると述べて、これを尊重する朱子学を批判した。一方明王朝の滅亡により本来的には夷狄であるはずの清王朝が中国を支配するという現実世界での華夷の逆転も「天下」概念に大きく影響した。同時代の顧炎武は明の滅亡は「亡国」であるが「亡天下」ではなく、夷狄の王朝である清が皇帝となっても、中華の文明が維持される限り天下は継続するものであるという考えを述べた。このように「天下」概念に対する検討・批判が加えられたが、このころの「天下」はいまだに中華帝国を中心として捉えられている。
皇帝を中心とする華夷秩序に理念づけられ、朝貢と冊封によって外国との関係を維持していた「天下」概念が変容するのは、1793年イギリスの外交使節マカートニーが派遣されたころからである。マカートニーは主権平等主義に立つヨーロッパ外交に基づいて清と条約を結ぶことを望んだが、清は中国を「地大物博」（土地が広く物産が豊かなこと）と述べ、恩恵を与える朝貢貿易ならまだしも対等貿易は不要であると突き返した。やがて19世紀にはいるとアヘン戦争が起こり、敗北した清朝はイギリスなどと片務的な不平等条約を結んだが、清朝としては清側に片務的であるのは皇帝の恩恵的配慮によるものであるからだという説明がされた。アヘン戦争後も依然として、清朝はヨーロッパ諸国を従来の「天下」概念の中で捉えようとしていたと見ることができる。
アヘン戦争後も清朝の外交姿勢が変化しないことを不満としたイギリスは、フランスとともに第2次アヘン戦争をおこして中英天津条約を締結し、その条文内で中国とイギリスをともに「自主の邦」として並列的に位置づけることを明文化することに成功した。この結果、清朝は従来の華夷秩序に基づいてヨーロッパ諸国と外交することが不可能となり、新たに総理衙門を設けて対ヨーロッパ外交をおこなうこととなった。
ヨーロッパ諸国が主導して形成した近代外交体制は、基本的に主権平等主義に基づき、対等国同士の外交という形式を取っていたため、この外交体制の拡大とともに華夷秩序も徐々に変容あるいは解体されることとなった。現実の外交関係においては、日清戦争での敗戦によって朝鮮が冊封関係から離脱し、そのことにより冊封と朝貢に基づく清朝の外交秩序は終焉を迎えた。「天下」概念もこの影響を受けて、従来の華夷秩序に基づくものから変容した。19世紀後半の清の駐英大使であった薛福成は、中華と夷狄を区別する「華夷隔絶」の「天下」から中華と外国が対等に関係を維持する「中外連属」の「天下」へと転換したと述べている。

### 日本における「天下」

#### 倭王武と「治天下大王」 、推古朝と「日出処天子」
前述したように、日本（倭国）における「天下」概念の成立は古墳時代にさかのぼる。5世紀後期の作成とされる江田船山古墳出土の鉄剣銘に「治天下□□□□□大王」とあり、□□□□□の部分は「ワカタケル」と訓ずると推定されており、雄略天皇に比定されている。雄略は中国へ送った文書では「倭王武」と自称していたが、国内向けには治天下大王、すなわち中国とは異なる倭国独自の天下を治める大王、と称していた。このことは、当時既に「倭国は中国世界と異なる独自の天下なのだ」という観念が発生したことを如実に物語っている。以後の倭国王たちも治天下大王の称号を代々継承しているが、このことが背景となって、7世紀初頭に倭国王が隋皇帝への親書に「日出処天子」と自称した事件につながったと考えられている。またこの時代、早くて継体朝、遅くとも天武朝ごろまでには、おそらく高句麗や北方騎馬民族の始祖神話の影響の下に天孫降臨神話が成立し、天皇家の出自を天上世界の神（「天津神」）に由来するとし、支配の正統性の根拠とされた。天孫降臨神話は中国的な天命思想の影響を受けながら、従前からある倭王の「天下」概念に接続された。

#### 律令制と「東夷の小帝国」
その後、8世紀初頭における律令制の移入と時を同じくして、中国風の天下概念が導入されることとなった。この場合の天下はどちらかといえば実際の律令国家の支配が及んだ範囲という意味で、今日の日本列島における本州・四国・九州などにあてはまると思われるが、決して律令国家の直接支配の及んだ地域という意味ではなく、蝦夷など直接支配に含まれない異民族も内包しており、陸奥国や出羽国など実効支配が出来ていない地域も支配地域として認識されていた。すなわち中国王朝の天下思想と同じように「天下」の中心に律令国家の中心を設定し、天皇を主宰者とした秩序の及ぶ範囲で、周囲には「夷」に対応する異民族が配されているという小中華主義的な色彩を強くしていた。この「天下」概念は律令国家の崩壊、王朝国家・中世国家の進展によって徐々に希薄化したと考えられている。
上記のような古代日本における「天下」の意味については、見解が分かれている。一方の立場は、民族・地域を越えて同心円状に、夷・蕃国を含むその周辺域へと広がる世界秩序的、帝国的な概念とするもので、この立場では列島内だけでなく周辺国に一定の従属と朝貢を求める「小帝国」として、中華王朝的な帝国型国家類型で日本の「天下」概念を捉えることとなる。もう一方の立場は、天下を国家の統治領域を指すものとする見方で、畿内王権を中心とした列島の支配従属関係を中華的な「天下」概念に接続し、「食国天下＝大八洲」と考え、天皇を中心とした王権による実効支配領域に「天下」は限定されていたとする見解がある。後者の立場の一部には国民国家型国家類型に接近させて日本の「天下」を捉える説もある。

#### 源頼朝と「天下の草創」
源頼朝は幕府の創立にあたり、「天下の草創」と称したと九条兼実の日記『玉葉』に見えている。この天下概念は上述の律令制における天下概念をふまえながらも、全く新しい国家・法制・秩序の場として創出されるものと観念されている。しかし頼朝がこのような意識をもっていようと、この時期の天下概念はいまだ現実の天皇の王朝支配を克服しきれておらず、天下の主宰者としては天皇（あるいは天皇家の家督者としての治天の君）が期待されている事例が多かった。鎌倉時代が終わった直後の建武期では、二条河原の落書で「天下一統メツラシヤ」と当時の建武の新政を表現していた他、足利尊氏が定めた建武式目では、北条義時が承久期に天下を「併呑」したと記していた。北畠親房が著した神皇正統記では、源頼朝が天下を「掌」にしたと記していた。
（治天の君、承久の乱、建武の新政、『神皇正統記』参照）

#### 足利義満と「室町の王権」
義堂周信の日記『空華日用工夫集』によれば、足利義満は義堂との議論において、しばしば自身の政の対象として「天下」「天下之人」を問題としており、このことは室町時代のころには徐々に将軍あるいは室町殿こそが天下の主宰者であるという意識が生まれてきていたとも考えられている。たとえば川岡勉は院政期以降、国家権力を代表する王権と実際に国政を主導する権力が分離したとし、後者を天下成敗権と名付け、室町時代は武家権力――具体的には将軍足利家の家長である室町殿――が「天下の政道」すなわち天下成敗権を掌握していたという見方を提示している。
また、義満は相国寺大塔造営を「天下之大事」として進めたが、これは白河院の法勝寺大塔を越えるものとして計画され、延暦寺を含めた宗教勢力を従えた義満の天下を象徴する事業であった。早島大祐によれば、中世において天下の語が頻出するのは「天下祈禱」という表現においてであり、中世における「天下」とは、京都を中心とする寺社において、安全を祈禱する対象を指した。つまり、義満をはじめ中世の政治権力者は天下の中心の京都にいながらにして、天下の隅々まで支配していたのであり、その文脈において「天下」の語が京都とその周辺を指すことは当然であった。早島大祐によれば、足利義満が相国寺大塔で法勝寺大塔を超越することを構想したように、こうした中世の為政者の天下観念は高さを志向することに特徴を見いだせるという。しかし、応仁の乱の混乱の中で相国寺大塔が焼亡したことで、こうした垂直軸的な「天下＝高さ」という観念を支える物質的根拠が失われ、戦国時代の展開とともに水平面的な「天下＝広さ」という観念へと変容していったという。

#### 日明貿易と「日本国王」
15世紀初め、日本の実質的な最高権力者であった足利義満は明から「日本国王」に冊封され、日本は東アジアの天下秩序に参画することとなった。

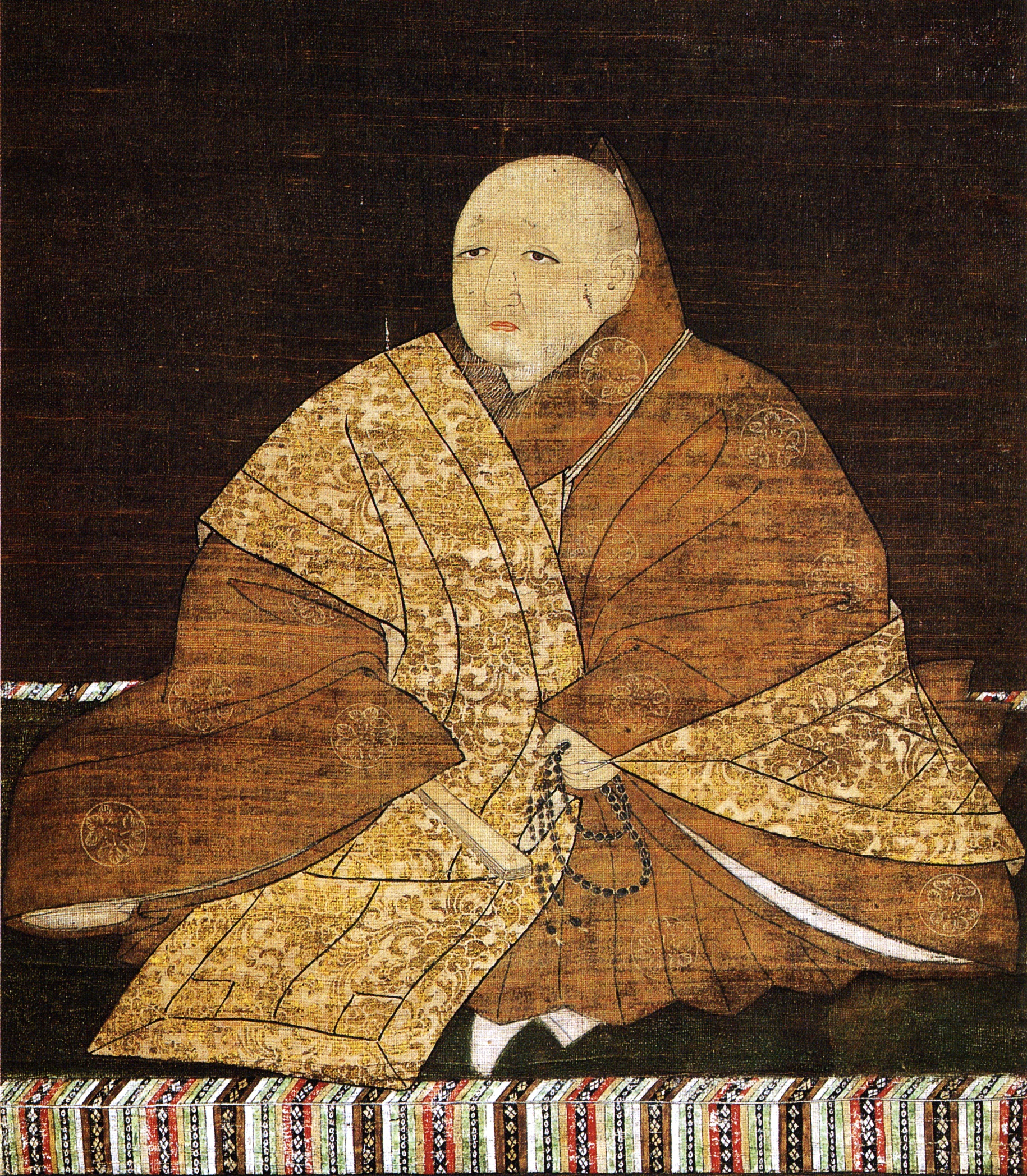
足利義満
南北朝を合一して天下を統一し、准三后、太政大臣と征夷大将軍となって公家と武家の位階を極め、対外的には「日本国王」を名乗り、死後は「太上天皇」の尊号を朝廷から提案されるなど、超越的な支配者として振る舞った。北山第で振るわれた権力は天皇家の家長である「治天の君」をも凌駕し、その権力の在り方は他の「室町殿」と区別され、「北山殿」と特別に呼ばれている

1368年に建国された明は東シナ海沿岸地域で暴れる倭寇に悩まされていた。倭寇の跋扈の背景には、13世紀以降14世紀にかけての東アジアでの海域や国境を越えた人流と物流の増大によって、民衆レベルにまで交流が活発化したことがあり、一方で同時期、日本は南北朝時代を迎え、大陸では元明交替期にあたり、両国の内乱状況が海賊行為を野放しにすることとなっていた。明の洪武帝は日本に外交文書を送り、中華の正統を継承したことを報告するとともに、倭寇の取り締まりを要請し、取り締まりが行われない場合は兵を送って国王を捕縛すると脅した。明は当時、方国珍や張士誠の残党勢力が沿岸にまだ潜んでいる状況下にあって、これらと倭寇が結びつく危険を恐れて海禁政策を進めており、倭寇問題は内政と直結していた。
中国王朝に対する日本の伝統的な外交窓口となっていた大宰府は当時、南朝の懐良親王率いる征西府によって掌握されていたが、親王は当初、日本の伝統的外交観に基づいて明の要求を拒絶していた。大宰府に到達した最初の明使は元寇の先例に遵って斬罪に処せられた。しかし、親王はやがて臣従の使節を明に送り、1371年に洪武帝から日本国王に封じられた。だが、征西府は1372年に今川了俊によって太宰府を奪われ、没落し、冊封のために来訪した明使は冊封儀礼を完遂することはできなかった。そこで明使は交渉相手を北朝に切り替え、京都に至り、足利義満も明に使節を送って1374年国交開始を望んだ。しかし、明側は義満が九州を掌握しきれていないことや、明が「日本国王」と認める「良懐」（懐良親王のこと）の公式な文書を携えていないことから義満に外交の資格なしと考え、1379年に義満が再度使者を送ったときも通交の望みを拒絶した。
明は懐良親王を正式な日本国王として認め続けたが、1380年に胡惟庸の獄が始まると、その6年後に胡惟庸の謀反勢力が日本国王を陰謀に荷担させようとしていた陰謀が明るみになり（林賢事件）、明は日本との国交を断った。一方、九州では今川了俊とそれと協力した大内義弘が征西府との戦いを通じて勢力を伸張させ、高麗と協力して倭寇を朝鮮半島にまで討伐しに行くなど、独自の外交主体として振る舞い、周辺国と関係を構築する動きを見せ始めたため、義満の警戒を呼び起こし、義満は1395年に今川了俊を九州探題から罷免し、1399年には応永の乱で大内義弘を討伐して、その勢力を削いだ。義満はこうして九州をより直接的に掌握することに成功しつつ、1392年には南北朝の合一も達成しており（明徳の和約）、この時点で日本列島内で外交上競合する勢力を排除していた。また義満は1394年に太政大臣になって官位を上り詰めたあと、翌年にはそれを辞して出家し、当時の朝廷の官職体系から離脱して、明から陪臣と見られる可能性のない立場に身を置いた。こうして準備を整えた上で、1401年義満は正使を時宗僧・祖阿、副使を博多の商人・肥富とする通交の使者を三たび明に派遣した。
一方の明では1398年に洪武帝が崩御すると、嫡孫の建文帝が即位したが、北平に燕王として封じられていた洪武帝の四男・朱棣（のちの永楽帝）が挙兵し、南北で争う内乱状態に陥った（靖難の変）。義満の使者は建文帝の宮廷に受け入れられ、1402年2月には義満を「日本国王」として冊封する使節が日本に派遣された。同年6月に建文帝が滅ぼされて永楽帝が即位した後、8月には義満の使者が明を訪れ、永楽帝はただちに義満を「日本国王」として冊封した。永楽帝は勅使に誥命・冠服・金印と永楽勘合100道を持たせて義満のもとに送った。こうして1404年日本と明の間で勘合貿易が開始された。「日本国王」に冊封された義満は律令国家においては天皇が主体となっていた対中国皇帝関係を再構築することに成功し、「日本国」の対外代表としては天皇に取って代わることに成功した。
足利義満の日本国王冊封の目的はまず第一に日明貿易の独占にあった。日明貿易は義満にとって、北山第造営などの大規模事業の財源となったという指摘もある。「日本国王」号の使用は天皇を超える王権を義満が志向したものではなく、日明通交で新たに生じた室町殿の武家外交権は天皇の持つ伝統的な外交権に対して配慮し、「日本国王」という称号も天皇を「皇帝」とする日本国内の漢文脈の世界観にも整合的であった。「日本国王」称号は外交用として使用され、国内向けではなかったと考えられている。義満の「日本国王」冊封は日本を取り囲む政治世界の構造に関わっており、とくに九州の地政学的位置づけが大きく影響した出来事であった。室町幕府は東アジア外交秩序の中では日本の代表として「日本国王」を名乗ったが、国内的には「征夷大将軍」、より正確には「室町殿」の名義を使っていた。幕府周辺では義満の「日本国王」冊封と朝貢形式の外交を屈辱と考え、否定的な評価が強かった。当時の日本の貴族層には中華王朝と日本の朝廷は対等であるという意識が強かったため、義満が明に臣従の姿勢を示したことは、そうした自尊意識を傷つけ、批判の対象となった。また、伝統的な華夷秩序においては冊封を受けた側は皇帝の「正朔を奉じる」、つまり元号を国内で使用することが礼儀であったが、室町幕府は明の年号を外交的に使用しても国内的に使用したことはなかった。義満期の遣明船については史料的制約が多く、実態はよくわからない。『宋朝僧捧返牒記』に記録された1402年の「日本国王」冊封儀礼は北山第の閉鎖的な空間で極めて限定的な側近だけ参加し、密室で行われ、公的に宣伝されることはなかった。また同史料によれば、義満は明の賓礼規定を遵守せず、明使より先に昇殿して明使に対して北座南面し、庭上の明使から国書や賜物を「献上」される形式で行われた。室町殿は膨大な唐物のコレクションを収蔵していたが、それが日本国内では「皇帝の絵画」として室町殿自身の権威付けとなっていた。

#### 「天下人」と「天下一統」

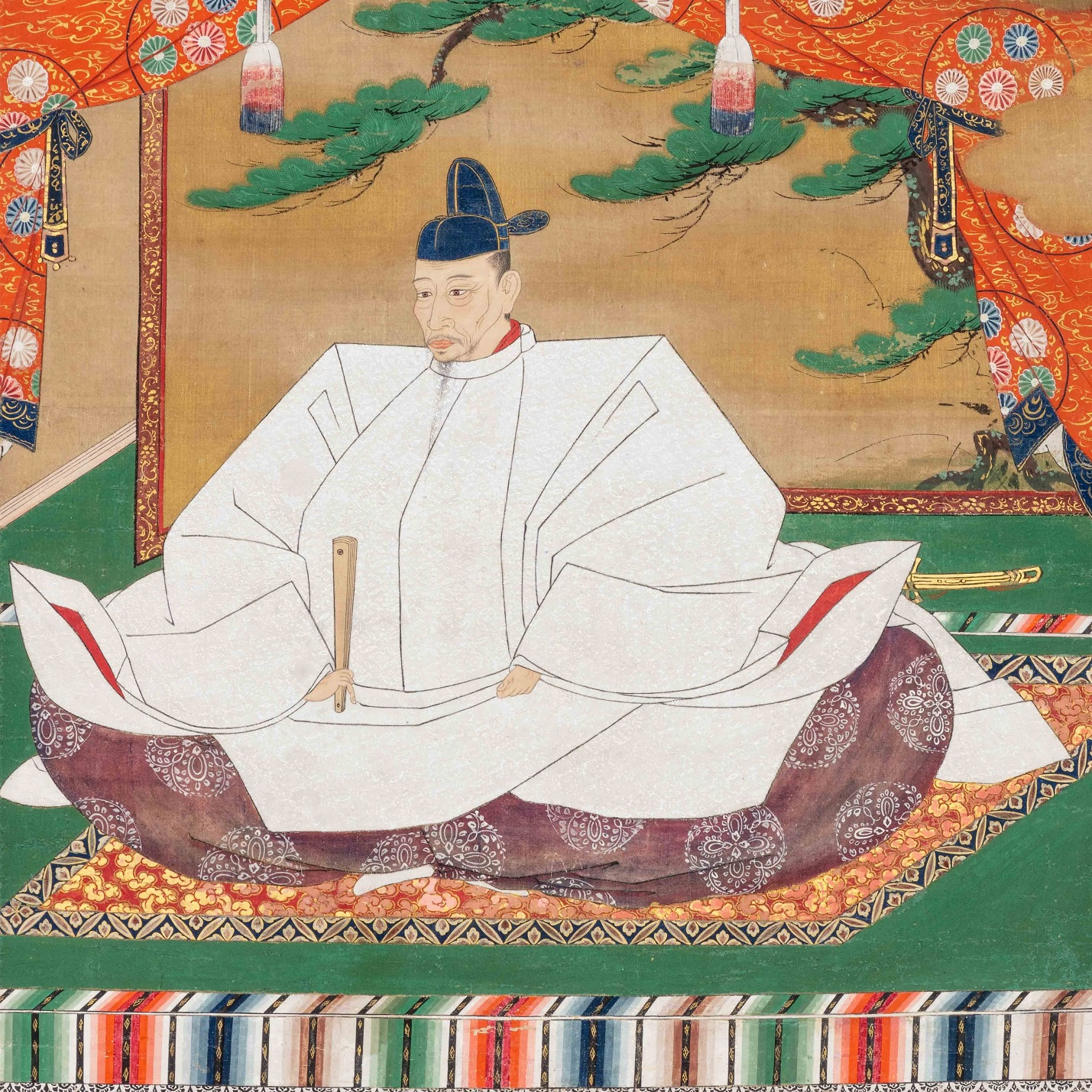
豊臣秀吉
日本の「天下」を統一した豊臣秀吉は、「唐（明王朝）」「南蛮国（ヨーロッパ諸国）」をも支配下におき、「天下」の拡大を望んで朝鮮に出兵した（文禄・慶長の役）

室町幕府の支配が衰えると、前代までの天下概念を支える公権力が衰え、自力救済を原則とする下克上の社会に移行した。やがてこのような実力主義社会から地方的な公権力として戦国大名が各地に大名領国を形成して独自の支配を及ぼし、限られた範囲内での「公儀」＝公権力を形成した。日本列島の各地に形成されたこのような地域国家的な公儀を「天下の公儀」として形成しようとしたのが織豊政権の特徴である。通説的な一般的理解では、日本の近世国家の前提とされる「天下統一」という「中央集権化」が、戦国大名領国制の深化、つまり日本列島の「地域分権化」の延長線上に捉えられてきた。しかし、実際の天下統一事業はこうした戦国大名領国に対し、当初は室町幕府をはじめとする伝統的権威を利用し、地域統合を進める形で、やがて最終的には軍事的にそれら大名と対峙し、それらを凌駕することを目的とするものへ変化していった。この過程で天下統一事業の推進者は足利将軍を中核とする室町時代の権威構造そのものと対立することとなった。
これに伴って、新しい秩序を主宰する主体としての統一者として「天下人」の概念が登場したが、戦国時代当初の「天下」は天皇王権を擁する室町将軍が管轄する京都と畿内や近国など周辺の地域を意味することが多かった（畿内・近国の戦国時代を参照）。また室町将軍は「天下」領域を支配する地域領主としての役割と、戦国大名などの地方勢力の紛争などを調停する役割を担った。戦国大名はほとんど将軍に依存せずに領国支配を遂行できたが、内政や外交の危機を克服する際に将軍の権威が利用された。山田康弘は当時の日本列島全体を大名領国が外交関係を結ぶ国際社会としての「天下」の次元として捉えると、将軍権力は今日における国際機関の役割と類似していると指摘している。
室町幕府の身分秩序を利用せず、足利将軍を擁立しないで実力で畿内を支配した近世的「天下人」の先駆としては三好長慶が挙げられる（三好政権）。東山霊山城の戦いののち、当時の将軍足利義輝に従っていた将軍直臣が離反し、長慶はそれを収容して、京都支配を強化した。1556年に明使鄭舜功が来日した際には、長慶は後奈良天皇の朝廷とともに対応したと考えられており、従来足利将軍家の専権事項であった外交権に関わった。また1558年2月26日には、美濃国の大名斎藤高政の治部大輔への補任に関わり、足利将軍の官位奏請権を揺るがした。室町時代には事実上足利将軍が独占的に関与し、将軍権力の正統性の根拠となっていた改元においても、1558年の永禄改元は義輝不在のまま朝廷と長慶の協力で行われ、これに対して義輝は旧年号を使い続けて対抗する事態となった。一方で、長慶が将軍権力に依存しない京都支配を進めた結果、戦国大名の間に将軍権力の弱体化に対する懸念が発生し、長慶は戦国大名の、将軍を中心とする政治秩序に回帰しようとする意識と対峙することともなった。1558年長慶が義輝と和睦し、義輝が京都復帰するに伴い、翌1559年には織田信長、斎藤高政、長尾景虎をはじめ諸大名が相次いで上洛し、将軍への支持を示した。これらの大名は台頭したばかりで国主としての地位が不安定であり、将軍の公認を得ることで領国支配の安定を図ろうとしていた。このことは、この頃までまだ、戦国大名の権力が足利将軍家の権威によって保たれていたことを示唆しているとも考えられている。それに対し、長慶の領国拡大は旧来の守護職などに基づく領国支配の由緒とは無縁に進められ、永続的な領国支配を目指しており、全く新しい傾向を伴っていた。長慶は小笠原氏や土岐氏、石橋氏など源氏一門を庇護したことでも知られているが、このことに足利義晴以降源氏長者としての地位を失っていた足利将軍家に代わり、自らを源氏の棟梁として位置づけようとしていたと見る向きもある。長慶死後に行われた三好政権による足利義輝殺害（永禄の変）はそれ以前の「御所巻」とは異なり、三好義継の家督継承に伴う三好一族の結束を回復するとともに、三好家が将軍家に成り代わる目的で行われたという見解もある。しかしながら、三好家は長慶時代に義輝と協力することで一門に高い栄典を獲得し、御相伴衆に任じられ、桐御紋を拝領し、他大名から抜きん出た、将軍家並みの家格を獲得したという経緯もあり、依然として将軍権力と相互補完するところもあった。長慶は将軍家（義澄流と義稙流）と細川（高国流と澄元流）・畠山（政長流と義就流）両管領家の分裂を解消し、これらに統一をもたらした。京都を中心に八カ国をその支配下に収めた長慶の時代を契機として、畿内は統合へと転換したといえる。
各地に成立した戦国大名家の中で、尾張国の織田信長は将軍足利義昭を擁し、間接的に天下人としての役割を担い、「天下一統」（この用語自体は南北朝時代から散見される）を実施した。1568年に足利義昭を奉じて京を目指した信長はすぐには洛中に入らず、三好氏の政権基盤であった芥川城に入ることと義昭の対抗馬である足利義栄のいた摂津富田を焼くことを優先した。このことにより信長は自らによる三好氏の地位の継承と義栄の将軍権力が崩壊したことを喧伝した。同年10月18日に義昭と信長は上洛を果たし、義昭は将軍に任官され、信長は准管領とされて桐御紋を下賜された。義昭が再興した幕府は120人にも及ぶ規模を有し、幕府本来の機能をかなり回復していたと思われ、信長権力と幕府は一定程度並立していたと考えられているが、一方で和田惟政、細川藤孝、池田勝正、三淵藤英といった幕府内の有力者は同時に信長の家臣としても組織されていたため、一体として機能したと評価すべきという見解もある。またこの段階の義昭の幕府は三好義継や松永久秀といった三好政権の実力者も引き続き参加しており、信長が軍事力において突出していたものの、織田氏と三好氏の関係は対等に近く、いまだ連合政権の様相を呈していた。信長が幕府内で明確に三好氏より高い権限を持つようになるのは、1570年の「五ヶ条の条書」以後のことで、これにより明確に信長のみが義昭の命令を承る立場となり、三好氏らに対して上位と規定された。
信長が幕府を大名連合政権から信長優位の体制に変える構想を示すと、越前国の朝倉義景などに反発を生み出し、またこの頃信長と対立する三好三人衆の反攻も始まっていた。同年信長が対朝倉のため越前に出兵すると六角氏（野洲河原の戦い）や浅井氏ら近江の大名が反信長の狼煙を上げた。この反信長の動きに続々と勢力が参加し、信長に対する包囲網が結成された（「第一次信長包囲網」）。信長は姉川の戦いで勝利を得るなど徐々に劣勢を挽回し始めたが、本願寺が包囲網に参加すると守勢一方の状況となった。信長は各勢力と個別に和睦していくことでこの包囲網を乗り切ることになったが、この成功を支えたのは足利義昭であり、彼は信長不在の京都を防衛し、敵対者と和睦する契機を提供することで信長を補完した。この時点での義昭と信長はお互いを補完し合う関係にあり、どちらが優位というわけではなく、バランスを保っていたと考えられる。すなわち、信長が義昭に対して軍事・警察力を提供し、義昭は信長に対し、将軍権威に基づいて「正当性」の根拠を提供したり、外交交渉の契機を提供することで、互いに利用価値を認め補完しており、信長が一方的に義昭を統御していたというような関係ではなかった。第一次信長包囲網の反信長勢力に義昭が何らかの関与をしていたという見方も近年はほぼ否定されている。この段階での信長は明確に義昭を頂点とする体制内にあり、義昭を主君として臣従していた。
義昭と信長の関係が明瞭に変化するのは1572年の武田信玄の西進（いわゆる「西上作戦」）以後である。武田軍は三方原で信長の同盟者である徳川家康と会戦（三方ヶ原の戦い）し、これを打ち破ると、勢いに乗って信長の本拠地である美濃・尾張へと侵攻する動きを見せた。武田軍の捷報に接すると、畿内近国の三好義継や松永久秀、六角義賢らは武田軍に呼応して義昭と信長を挟撃する構えを整えていった。一方の信長は大規模で精強な武田軍に対処するため、畿内近国に展開していた兵力を東へ移動させる必要に迫られた。しかし、このときすでに信長は朝倉氏や浅井氏、本願寺らと再び戦争状態に入り始めており、信長が畿内から兵を動かせば、その軍事・警察力によって守られていた京都は反信長派によって脅かされ、義昭の幕府も危機に陥る可能性があった。1573年2月13日、義昭は反信長派に鞍替えした。当時周囲を敵に包囲されていた（いわゆる「第二次信長包囲網」）信長は、義昭の離反によって、彼によって支えられていた政権の正当性も危機に陥っており、配下や同盟勢力が離反し、瓦解しかねない窮地にあった。信長は義昭との和解を急ぐ一方で、それ以前から義昭を糾弾する「異見十七ヶ条」を公表して、自らの立場を擁護、喧伝していた。「異見十七ヶ条」では、朝廷から改元の勅命が下ったにもかかわらず、その実現に協力しない義昭の怠慢を諫め、勅命に従わない場合はたとえ将軍であっても批判の対象としていた。この間、義昭はすでに信長と敵対関係にあった三好義継や朝倉義景に挙兵を伝えるだけでなく、毛利輝元や浦上宗景らにも挙兵を呼びかけ、幕府を信長優位の体制から大名連合政権に回帰させる構想を示した。しかし、直後に武田信玄の病状が悪化し、武田軍の動きが鈍ると、反信長派は足並みの乱れを露わにし始めた。信長は馬首を返して西に向かい、京都二条御所の義昭を攻めた（二条御所の戦い）。義昭と信長はいったん和睦したものの、義昭は再び挙兵して要害の槇島城に籠もり、反信長勢力の支援に期待したが、うまく連携できなかった。信長が大軍でこれを囲む（槇島城の戦い）と、義昭は信長に降伏して1573年7月19日に京都を退去した。このとき義昭は人質として息子の義尋を信長に差し出した。
信長は将軍義昭を追放した後、天下人としての地位を継承した。信長は毛利輝元に宛てた書状で、「いわんや天下棄て置かれるうえは、信長上洛せしめ取り静め候」と自らが足利義昭から天下人としての地位を継承した旨を記したが、この段階の「天下」もまだ京都を明確に指し示していた。この年、信長の申し出により元号は元亀から天正に改められたが、「天正」の出典は『老子』の一節「清浄なるは天下の正と為る」からとられ、この出来事は信長が京都の支配者となったことを象徴していた。一方で、こうした信長の行動は義尋を擁することで正当化されており、1574年には諸将に正月の挨拶を義尋に対して行うよう要求するなど、彼を足利将軍家の当主とし、幕府を再建する意向も示していた。したがって、信長はこの時点でもなお幕府体制を完全に否定することはできておらず、室町時代の権威秩序は依然として、「天下人」を意識していた信長を苦しめていた。「天正」の元号は長く使用され、秀吉が信長死後に、その菩提を弔う寺院を計画したときにその名を「天正寺」とするほど、信長の人生と分かちがたく結びついてイメージされることになるものの、この改元自体に信長が積極的に関わったとすれば、それは「異見十七ヶ条」で自らが述べた武家の義務を果たしたという側面が大きく、これをもって「『天下』を制した者の宣言」が行われたとか、朝廷から織田政権に対して正当性の付与がなされたというような大きな政治的意義を持たせるべきではないといえる。一方で、以前から求めていた改元を迅速に遂行した信長に対して、朝廷は信長に不在の将軍に代わる天下人としての期待を寄せるようになるが、信長自身は義昭の帰洛交渉を行うなど、この時期まだ室町幕府体制を葬り去ろうとはしていなかった。この段階においての信長は室町幕府の伝統的秩序を否定していなかったと考えられる。義昭の京都追放後も信長は義昭との君臣関係を強調している。信長は特定の幕府役職に就くことはなかったが、しかし形式的には室町幕府の枠組みをはみ出すことなく、義昭から「天下」を委任されたとし、京都支配を続け、幕府を盛り立てる姿勢を堅持した。
同年12月、信長は朝廷に正親町天皇の嫡子誠仁親王への譲位を申し入れた。これにより中世以来の上皇が「治天の君」として政務を行う院政の復活が実現する可能性があり、正親町天皇はこの申し出をいたく喜んだ。室町時代以来譲位の儀式は足利将軍家によって行われてきたという背景を考えると、譲位の提案は天皇への圧力ではなく、天正改元時と同様、信長側から「天下人」の義務として能動的に行われたと見られる。ただし、この譲位はおそらくその後多発した軍事行動による経済負担の増加と信長自身の多忙によって沙汰止みとなった。
信長の統一政策により「天下」の地理概念はかなり明確化されていき、信長死後に天下人としての地位を継承した豊臣秀吉により統一事業は完成され、「天下」領域はほぼ今日の日本列島と変わらない領域として認識されるようになった。秀吉は天皇の政治を代行する関白としての立場を利用して天下統一を本格化させた(戦国時代 (日本)参照)。

#### 幕藩体制と「鎖国」「日本型華夷秩序」
江戸幕府は「天下人＝将軍」、「天下の公儀＝幕府法」と位置づけ、そのもとに「地方的な公儀＝藩法」として大きく二元的な法社会を形成した。このようにして成立した幕藩制国家は、対外関係を華夷秩序に擬制して編成し、具体的には海禁政策をとった。このことは日本における「天下」概念をますます固有の地理概念である日本列島に近づけたと考えられる。江戸時代の対外関係のあり方は従来鎖国体制として理解されてきたが、実際には四つの口を通じて日本は対外関係を構築しており、従来の鎖国の見方は一新され、現在では「日本型華夷秩序」と呼ぶ枠組みが想定されている。
外交儀礼の上では、徳川体制下の日本においては、外国の使節に対して、世界の中心である「中国」としての態度で接することが幕府の基本姿勢であった。琉球使節は将軍に九拝させられたが、これは中国の三跪九拝の儀礼に基づいていた。日朝関係は表面上対等であったが、日本側は朝鮮通信使を「朝貢」と見なし、一方の朝鮮側は通信使を国王名代の「巡視」であるとすることで、お互いが相手を見下していることを知りながら、相手方に対し上位の外交的立場にいるという体面を保ち、安定的な関係を維持していた。長崎のオランダ出島商館長は定期的に江戸参府を求められたが、彼らは外国使節としては扱われず、商人と見なされていた。清朝とは琉球を介して間接的な外交経路が維持されていたが、公的には江戸時代を通じて直接の外交関係が存在しなかった。この時代、東アジアでは今日的な永続的で一義的な対等国家間外交とは異なる、表向き清朝を上位とした形で放射状に繋がれた多層構造を持つ、不平等で多義的な国際秩序が展開されていた。
18世紀後半からヨーロッパ諸国の外洋船が日本列島近海に姿を現すようになると、鎖国が幕府の伝統的な法であるとする「鎖国祖法」観が形成され、とくに1792年のラクスマン来航以後は、幕府の外交方針において、朝鮮・琉球との通信関係、中国・オランダとの通商関係に通交を限定すべきという認識が支配的となった。

#### 明治国家と東アジアの「天下秩序」
第2次アヘン戦争後の清国の洋務運動を通じて、東アジアの外交秩序は変容を余儀なくされたが、対馬や沖縄といった従来の東アジアの外交秩序では両属性を持つ地域は、近代的な領土支配に置き換えられる過程で帰属問題が浮上した。日本は1871年の廃藩置県（対馬藩の日朝両属状態の解消）や1879年にいたる琉球処分（琉球王国の日清両属状態の解消）を通じて、近代的領土を確立し、従来の東アジア的華夷秩序に代わり、ヨーロッパ的な近代的外交体制を選択していくことになった。

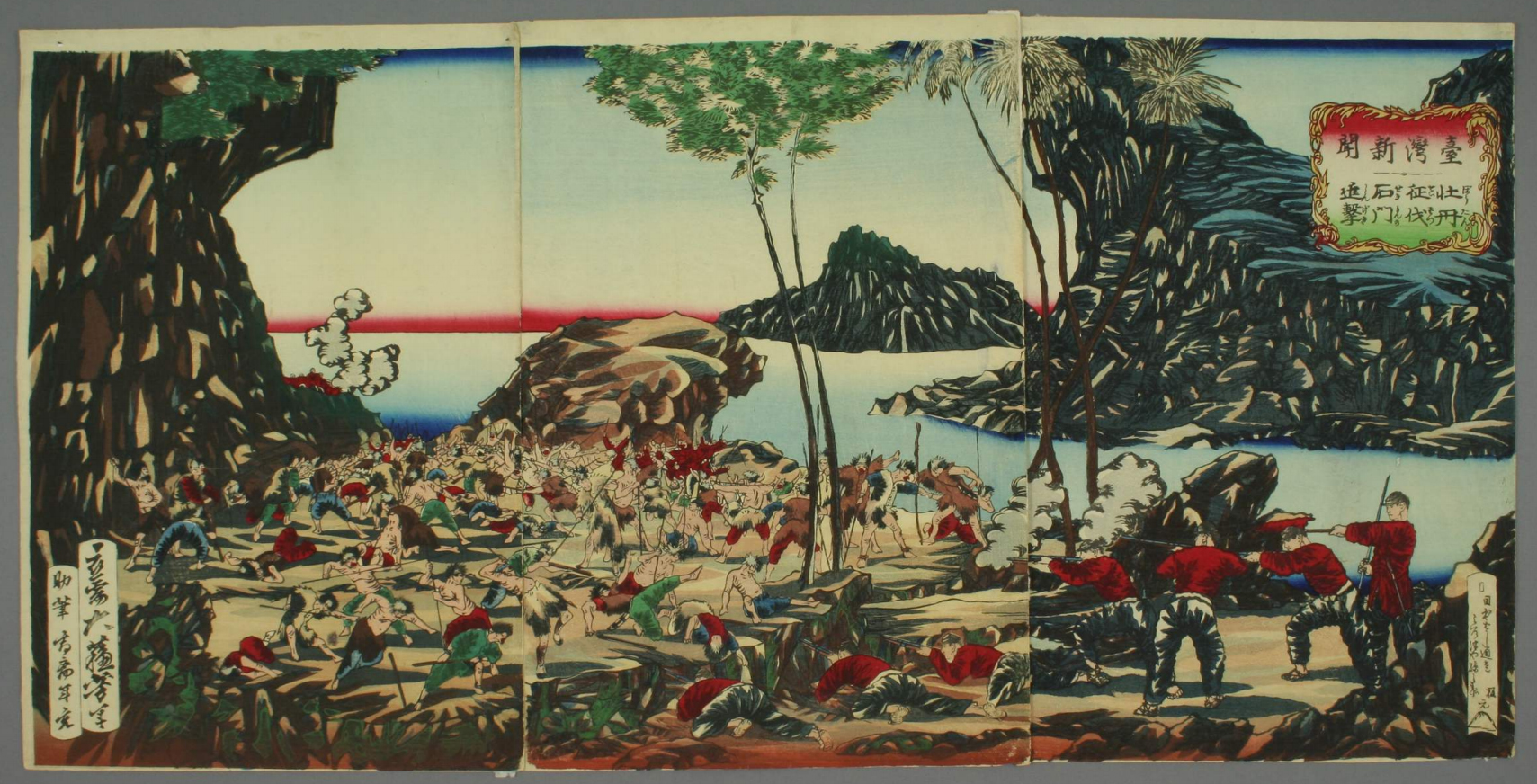
台湾出兵
日本は台湾出兵で国際法体系の論理を持ち出し、清朝の天下秩序に挑戦した。佐藤信淵『混同秘策』、野本白岩『海防論』、吉田松陰『幽囚録』など幕末の書物ですでに台湾領有論が主張されていたが、台湾出兵前後から、台湾領有は明治国家の政策方針として具体的に検討されるようになっていく。日清戦争後、台湾は下関条約で日本に割譲されることとなる

1874年の台湾出兵では近代的国際法に基づく日本の論理と伝統的な東アジアの国際秩序に基づく清朝の論理が直接対決することとなった。1871年暴風で遭難した当時の琉球・宮古島の島民が台湾の現地民であるパイワン族に殺害される事件（宮古島島民遭難事件）が発生した。また1873年にも小田県の住民4名が台湾で略奪される事件が生じた。この間1872年10月16日に琉球王は日本の「藩王」として冊封され、10月30日には琉球の外交権が外務省に移管された。こうした状況下で1873年4月から6月にかけ、日清修好条規の批准交換のため、外務卿副島種臣が特命全権大使として中国を訪問した。6月21日、副島は随員の一等書記官柳原前光を総理衙門に派遣して会談を設けたが、その際台湾での事件についても、日清両国間で簡潔な意見交換がされた。その席上清国はパイワン族は生蕃であり、「化外」の民であると返答したと日本側の記録にある。日本は清国側の発言を清国が台湾を統治外（国際法上の「無主地」）だということを明言したと見なした。そのため、日本は台湾での事件の責任を負う国家や政府は存在しないと考え、日本が自ら責任を問うことができると判断した。日本は1874年5月に台湾に日本軍3600名を上陸させ、翌月にはパイワン族の本拠地を攻略した（台湾出兵）。この派兵は清朝に大きな衝撃を与えることになった。
同年9月、大久保利通は小牧昌業、高崎正風、ボアソナードらを従えて北京に渡り、日清間で台湾出兵が協議されることとなった。また、遅れて井上毅もこれに合流した。清朝の側は台湾出兵を日清修好条規第1条で「両国はお互いに所属する邦土に対して不可侵とする」とあるのに違反し、「清朝所属の邦土」である台湾に日本が武力侵攻したと考えていた。清朝側の条文理解は従来の華夷秩序に基づいており、「属国自主」の朝鮮や「化外」の生蕃も「清朝所属の邦土」に含まれるという考えであったが、日本は当時の欧米の国際法に基づいて、清朝自身が実質的に統治（実効支配）していないと認めている「化外」の地域は「無主地」と見なすべきであるという考えを通した。すなわち、総理衙門は国際法（万国公法）に精通していないことを自ら認めつつ、両国の懸案は日清修好条規によって解決されるべきであり、台湾出兵も日清間の領土上の問題である以上、これに基づいて交渉されるべきことを主張したが、日本は台湾が清の領土であることが国際法に基づけば立証されない点を指摘し、したがって台湾出兵では日清修好条規が適用されないことを論じた。従来の伝統的東アジア国際秩序（華夷秩序）にこだわり国際法に消極的な清と、国際法を積極的に活用しようとする日本の姿勢が、ここにおいて明瞭に対照的な形で現れることとなった。
台湾出兵で清朝に琉球人を「日本国属民」と清国に認めさせたと考えた日本政府は、1875年7月、琉球に清朝との朝貢・冊封関係の廃止、明治年号の使用などの命令を一方的に押しつけた。そして1878年10月7日に清が琉球の朝貢を停止させていることを日本に強く抗議すると、日本は1879年3月に首里城を接収して琉球藩の廃止を琉球に通告し、4月には県令を派遣して沖縄県を設置した（琉球処分）。日本の琉球処分は清国にとって、恐れていた「属国」の滅亡が現実となった衝撃的な事件で、清の安全保障政策が深刻な危機に直面していることを意識させ、1880年代以降、清国に従来の外交方針を見直させ、「属国」との関係を再編させるとともに、軍備増強に向かわせる契機となる。1870年代に、日本が東アジアで台頭することによって東アジアの外交秩序は大きな転換点を迎えることになった。

### 朝鮮における「天下」
朝鮮における「天下」概念はまず高句麗において成立した。高句麗は自国を中華とし、周辺諸民族を夷狄視する小中華的天下観を持っていたが、それは同時に天や河に対する独自の信仰形式を内包していた。広開土王碑には「永楽」という独自の年号が記載されている。百済・新羅もそれぞれ独自の「天下」概念を有していたと考えられている。一方で中国思想の影響の下に周の封建国としての箕子朝鮮神話が形成されており、儒教の教えが古くからこの地に根付いていたという認識も存在し、このことは中国の天下概念の中に朝鮮を位置づけようとする傾向を持っていた。
高麗時代には仏教・道教・シャーマニズムをよりどころとしながらも、朝鮮独自の天下概念を展開する壇君神話が成立した。新羅は唐の太宗に国内で独自の年号を用いていることを咎められて以降唐の正朔を守っていたが、高麗前期には中国王朝の年号と高麗独自の年号を交互に使用していた。国内では王は「朕」と自称し、死後は廟号を贈られ、王の命令を「制」「詔」などと記していたが、これは中国の華夷思想によると中国王朝の皇帝にしか許されないことであった。さらに当時の宮廷の頌歌では「海東天子」や「南蛮北狄自ら来朝す」といった表現があり、当時の金石文には「皇帝陛下詔して曰く」と刻しているものもある。天子の特権である祀天も行われ、都であった開城は「皇都」と呼ばれた。
一方高麗時代の中国的「天下」概念では、中国内部に宋・遼、宋・金が並び立つ情勢のなか、宋を南朝、遼・金を北朝として両属する形を維持していた。しかし、理念上は南朝を重視する傾向にあり、両朝の年号を併記する場合は南朝を先とすることが一般的であり、宋によりその忠実さを「小中華」と称えられた。中国に元王朝が成立すると、元は高麗に従来以上の服属を要求し、朕という自称や廟号、制・詔といった用語も廃され、高麗国王は自称を「不穀」（穀は善の意で、不穀とは不善という意味で謙った自称）と改めた。またこのころ朱子学が流入し、名分論が盛んとなった。
李氏朝鮮の時代には、明の冊封を受け国号を「朝鮮」としたこともあって、「明＝李氏朝鮮」関係を「周＝箕子朝鮮」関係と同一視する中華的な「天下」概念があった一方、世宗時代には女真・日本・対馬・壱岐・松浦・琉球などを自国に朝貢する対象と主観する「天下」概念も存在し、祀天もおこなわれた。また明では陽明学が流行していたが、朝鮮ではこれを儒教の堕落とみる風潮があった。清の時代には冊封を受け、服属しながらも知識人の間では明の崇禎紀元が好んで使用された。これは中国が清という夷狄の王朝に支配されているため、朝鮮こそが中華の本流であるという意識に基づいている。

### ベトナムにおける「天下」
前述したように、ベトナムにおける「天下」概念の成立は13世紀にモンゴル軍撃退後の国威発揚に伴って顕著に確認される。陳朝で成立した『大越史記』（越: Đại Việt sử ký）においては、秦漢時代に今日の広東からベトナム北部に存在した南越国をベトナム最初の正統王朝とし、この地域を対象とする「天下」概念が形成された。この「天下」概念の実例としては、1428年に大越が明から独立した際、この時代を代表する文人であるグエン・チャイが「自趙丁李陳之肇造、我国与漢唐宋元而各帝一方」（趙佗の南越国・丁部領の丁朝・李朝・陳朝以来、我が国は中国の漢・唐・宋・元などの王朝と同じく帝を称して天下の一方に君臨してきた）と述べていることがあげられる。ここに明らかなように、ベトナムの「天下」は中国の「天下」と同列なものとして主観されている。このような「天下」概念の下では、従来の仏教・道教の神々にかわり、ベトナム土着の神々が尊重され、対外戦争に勝利するたびベトナムの土着神に対して加封（神々に対し新たに称号を加えること）がなされた。このことはベトナムの「天下」概念において、皇帝はベトナム土着の神々より上位に位置していることとともに、民族固有の信仰がこのような「天下」概念を側面から支えていたことを示している。
15世紀末頃からこのような「天下」概念に若干の変化が起こった。ベトナムの正史において南越国が徐々に本紀から外され、ベトナム独自の神話や伝承に基づく涇陽王・貉龍君・雄王などが正史における地位を向上させた。それとともに中国領内にある嶺南地方をベトナムと一体として考える思想が衰退し、18世紀末には正史において南越国は正統から外された。このころ現実のベトナムは黎朝の名目的皇帝のもとに北に「トンキン」と呼ばれた鄭氏政権、南に「コーチシナ」と呼ばれた阮氏政権が実質的に支配を二分している状況にあった。このころの「天下」は黎朝の皇帝の下に成立しているトンキン・コーチシナを中心とした世界であったと考えられている。19世紀に成立した阮朝では、中国向けには「越南」を名乗りながらも自称国号においては「大南」を称し、中華世界とは区別された独自の領域としてのベトナム世界が規定されるに至った。

### 北方アジアの遊牧民における「天下」

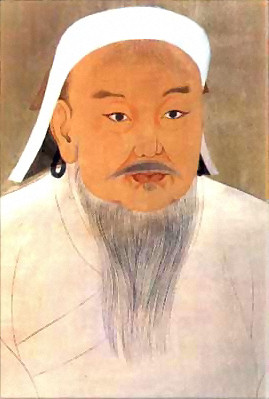
チンギス・ハーン
モンゴルのハーンの命令文には、しばしば「とこしえの天の力において（monka denri-yin kucun-dur）」という表現が見られる

アジアの遊牧民における天下に類似する概念の歴史は、匈奴の時代にまで遡ることができる。「天」にあたる概念としては「テングリ」という言葉が知られ、中国側の史料に「撐犁」と音写される。匈奴の君主である単于は『漢書』によるとその正式名称は「撐犁孤塗単于」といい、「撐犁」は「天」を指し、「孤塗」は「子」を指し、「単于」はその有様が天のごとく広大であることを言うとされている。すなわち、「撐犁」はトルコ語やモンゴル語の「テングリ tengri」に、「孤塗」は「子」を指すツングース語の「クト quto」に当たるとするのが一般的であり、「天の子たる単于」とするのが一般的である。別説として「孤塗」をトルコ語の「幸福」あるいは「神聖なる幸福」を意味する「クト qut」あるいは「イディクト idiqut」とし、「撐犁孤塗単于」は「天の福を受けたる単于」とする解釈もある。老上単于は漢への外交文書を「天地の生むところ、日月の置くところの匈奴大単于」と書き出したことが知られるが、「撐犁孤塗単于」を称したのは冒頓単于・老上単于の時代からであると考えられている。冒頓の父、頭曼単于の名はトルコ語やモンゴル語で「万人長」を意味する「トゥマン tüman」を音写したとも考えられるからである。また、頭曼については古テュルク語で「万」を意味する「テュメン tümän」に基づく可能性もあるが、「テュメン」の使用が遡れるのは8世紀の突厥碑文までであり、匈奴時代まで通用するかは不明である。
単于称号に込められた意味とその神格化を踏まえると、単于は匈奴族の単なる首長にとどまらず、天神と配下の諸部族をも含めた匈奴のすべての民を結ぶ媒体であり、全匈奴社会の統一体の具現化であり、単于称号は単于による部族支配の理念を内外に明確に示したものであると考えられる。単于の権威は突厥の君主などと同様、天に認められることで成立していた。「単于天降（単于がテングリから降りてきた）」「天所立匈奴大単于（テングリによって立つ大単于）」と中国側の史料で表現されている。ここに明らかなように、テングリは天界であるとともに、天神として人格神を指すこともある。これは中国における「天」概念と非常に類似しており、両者の関連性がしばしば指摘されているが、どちらのほうが起源として古いかは明らかにされていない。この「テングリ」概念はウイグルなどのトルコ系遊牧民やモンゴル系遊牧民にも共通しており、一貫して二面的に使用されている。また人格神としての「テングリ」はモンゴルの宇宙創造神話において「テングリ・ハイラハン」という地上を作った創造神として現れる。
単于の権威はこのように神聖化されていたが、隷属部族に対する単于の家系たる攣鞮氏の優位を示すもので、単于個人の絶対権力を意味したわけではなかった。実際は単于の母閼氏が高く尊崇されていたほか、亡き先代単于の意志（神託）が現実の政策に強い影響を与えていた。単于は祖先神を尊重してそれに従属し、それを通じて初めて権威を示し現実政治を機能させることができたと考えられている。したがって、単于の地位は神性を付与された先代の単于の霊を、匈奴社会の守護霊として祀り、それが共同体祭祀と結合することにより発展してきたと考えられ、先代単于の霊は当代単于の祖霊というよりも遊牧社会全体の守護霊として匈奴の構成民すべてに意識されていたと考えられている。すなわち、単于権は個人による専制支配の段階には達していなかった。閼氏は匈奴社会の有力氏族から迎えられ、後継単于の母となると出身氏族とともにその後ろ盾になった。これら有力氏族の他には、漢から嫁いできた公主が閼氏となることができた。
チベットでは、7世紀のソンツェン・ガンポによって、吐蕃帝国が成立した。吐蕃の君主は「ツェンポ（天から降り立った者）」号を名乗ったが、吐蕃と唐の外交では皇帝とツェンポは対等とされていたことが、『旧唐書』や「唐蕃会盟碑」から確認できる。『旧唐書』では吐蕃は唐に朝貢しているように書かれているものの、たとえば文成公主の例が有名であるが、吐蕃の朝貢はその都度、唐に対する要求を伴っており、実質的には唐が吐蕃の要求を受け入れる関係にあった。唐は吐蕃使に魚袋を授けることで名目的に服従させようとしたが、吐蕃使がその都度魚袋の拝領を拒否したことも『旧唐書』に書かれている。さらに古チベット語の史料である『吐蕃賛普伝記』に基づくと、唐は吐蕃に朝貢していた可能性がある。706年から822年に7つの条約が唐と吐蕃の間に締結されたが、『冊府元亀』に収録されているこれらの協定の文面の変遷からは、当初は唐は吐蕃に対して上位の立場を取っていたようであるものの、821年の「唐蕃会盟碑」の頃には対等といえるものに変化していたことがわかる。「唐蕃会盟碑」の漢語文言では、唐の皇帝と吐蕃のツェンポが「二聖」として一括りに神聖性を伴って言及されている。「唐蕃会盟碑」に見られる「甥舅」関係（吐蕃が甥、唐が舅）は、文成公主そして金城公主が吐蕃に嫁した歴史的事実に基づいている。これは唐の側からは吐蕃に対する優位性の証明と見なされた一方、吐蕃には唐と姻戚となったことで対等性が証明されたものと見なされた。「唐蕃会盟碑」のチベット語文言を確認すれば、「甥舅」関係とは両者の血縁関係だけを言うのではなく、両国の政治的関係を意味していることがわかる。ティデ・ソンツェンの墓碑に「四周八方にまで権力を及ぼす」と記された自らの世界観を、吐蕃のツェンポは対唐関係で貫徹しようという意志を示していた。帝国滅亡後もツェンポの子孫は、西チベットや青海方面で一定の権威を保ち続けた。
西突厥から分かれたハザール汗国は、ユダヤ教が国教化された国としても知られているが、そこでは「大可汗 al-khāqān al-kabīr」と軍事的君主による特徴的な二重王権が展開されていた。ハザール汗国では突厥と異なり、東西に可汗の権威と権力を分立させるのではなく、大可汗をシャーマン王としてタブー視して祭り上げる存在とし、儀式的に隔離していた。大可汗は国家の「幸福 qut」の守護者とされ、宇宙の秩序に責任を負っていた。その結果として、大可汗は積極的な支配者としてではなく、純粋な「掟の王」とされ、戦争のような血の穢れから遠ざけられた。日常的な政務を担当するのは「イシャド isad」「ベグ beg」、あるいは「ハーカーン・バフ khāqān bah」などと呼ばれた軍事的君主の役割であり、近隣の勢力が服属していたのはこの軍事的君主に対してであった。大可汗の地位は太陽崇拝に基づいており、その任期が終わると、血を流さずに絞殺され、生け贄として捧げられたという。大可汗の任命権は軍事的君主にあったが、大可汗の地位は軍事的君主より上位に置かれていた。軍事的君主を含め限られた者しか大可汗に謁見することは許されず、25人の妻からなるハーレムを持ち、大可汗が外出するときは、すべての軍隊が可汗と距離を取りながら随行し、ハザールの民は大可汗に会うと平伏して通り過ぎるまで頭を上げなかった。
ハザール汗国によく似た二重王権をハンガリー王国建国前のマジャール人も形成していたと考えられており、通説では、宗教的首長の「ケンデ kende」と軍事的首長の「ジュラ gyula」が権威と権力を分有していたと考えられている。しかし、初期ハンガリーがハザール汗国の影響を受けて二重王権をなしていたという見方には最近疑義が提出されている。
モンゴル帝国の時代には歴代ハーンの外交文書のなかで、テングリの名の下に地上の支配を託された者としてハーンを位置づける声明が確認される。「耳の聞きうる限りの土地、馬でたどりつきうる限りの土地」「日出ずるところより日没するところまで」ハーンの支配に服することが表明されており、そこには基本的に地理的限定はない。最近の研究ではそもそもモンゴル帝国の国号としての「モンゴル・ウルス」そのものが本来的に「モンゴルの人々の集合体」というような意味合いで、地理的概念を含むものではないと指摘されている。アジアの遊牧民の地上世界観にも、一定の秩序原理に基づき地理的限定を含まないという意味で「天下」概念と類似した構造を見ることができる。

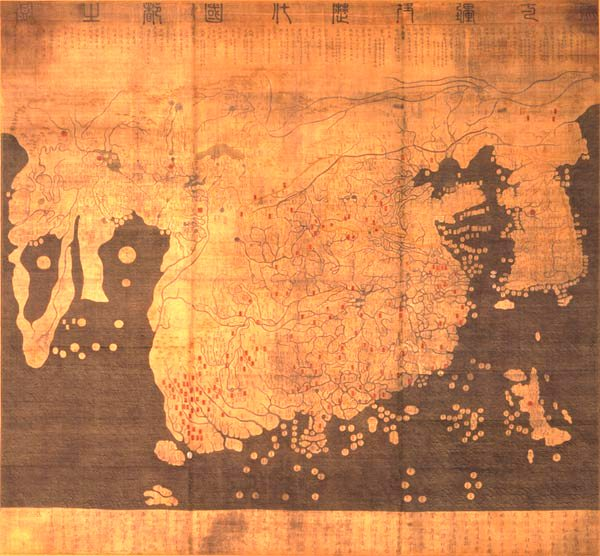
混一疆理歴代国都之図

また遊牧民の世界観の開放的な性質も指摘されている。それは元朝治下に製作された原図を基にしていると思われる『混一疆理歴代国都之図』によく表されている。「混一」という言葉はモンゴル帝国時代に用いられ始めた用語であることが指摘されているが、その意味は当時知られていた世界としてのアフロ・ユーラシア大陸が境界なく渾然一体となっているという世界観を表しているという。これは中国的な華夷を区別する世界観とは異なり、非常に開かれたものであった。この地図は中国や朝鮮が大きく描かれているという点では東アジア本位の構図になっているが、ユーラシア・サイズに広がるモンゴル時代の世界認識が雄渾に表現されている。同様にイランのイル・ハン国で編集された『集史』においては、世界中の歴史資料を総合し編纂し直して、世界の歴史像としての「世界史」を編もうという意図が看取されている。モンゴル帝国にいずれは組み込まれる歴史であるという意味でモンゴル帝国中心ではあるけれども、主要地域の歴史をそれぞれ自立した形で並列的に扱っており、同時代までの中国歴代王朝の正史やヨーロッパ側の歴史書とは大きく異なっている。